# Aconquija
Aconquija, més conegut pels tucumans com "Les Estances", és un emplaçament urbà i rural assentat a una zona muntanyosa al sud-est de la província argentina de Catamarca, al límit amb Tucuman. El municipi d'Aconquija té una superfíciede 112.217 hectàrees, una població estable de 3.000 habitants i un flux turístic annual de 5.000 visitants. Aquesta ubicació geogràfica relaciona la zona amb el sud tucumà, el centre i l'oest catamarqueny, atorgant-li una notable potencialitat d'integració regional.

## Urbanització
La localitat està integrada per una sèrie de poblats o barris que s'uneixen per la Ruta Nacional 65; els quals es denominen, de nord a sud, Riu Potrero, El Xarquiadero, Las Rosas, Alto de las Juntas, La Mesada, El Lindero, El Alamito, Buena Vista. Les vil·les turístiques localitzades al marge esquerre del riu El Campo formen una connurbanització de zones que alberguen població permanent i temporària.

## Patrimoni natural
El seu patrimoni natural posseeix, entre els seus recursos més importants, un bellíssim escenari paisatgístic, un microclima fresc i benigne, nombrosos rius de desgel, abundants pastius naturals i àrees per a l'agricultura amb sanitat vegetal.

## Patrimoni cultural
El patrimoni cultural compta amb importants jaciments arqueològics prehispànics i un interessant traçat urbà amb àrees residencials de cases de cap de setmana que s'organitzen sobre una espina connectora que capitalitza l'activitat social i recreativa en temporada estival.

## Turisme
Amb relació al turisme estival, s'inicià a finals dels '20 i començament dels '30, formant-se una de les primeres vil·les turístiques de la regió. Actualment Aconquija compta amb una demanda d'uns 5.000 turistes que s'allotgen en prop de 800 habitatges privats i hotels.